# Дефиниционный вокабуляр
Дефиниционный вокабуляр — глоссарий, используемый лексикографами для написания словарных определений. Основополагающий принцип восходит к представлению Сэмюэля Джонсона о том, что слова следует определять, используя «термины менее заумные, чем те, которые должны быть объяснены», а дефиниционный вокабуляр предоставляет лексикографу ограниченный список часто встречающихся слов, которые могут быть использованы для создания простых определений любого слова в словаре.
Дефиниционные вокабуляры особенно часто встречаются в словарях для изучающих английский язык. Первым таким словарём, в котором использовался дефиниционный вокабуляр, был New Method English Dictionary Майкла Уэста и Джеймса Эндикотта (опубликован в 1935 году), небольшой словарь, написанный с использованием дефиниционного вокабуляра объёмом всего 1490 слов. Когда в 1978 году был впервые опубликован Словарь современного английского языка Longman, его самой яркой особенностью было использование дефиниционного вокабуляра из 2000 слов, основанного на Общем служебном списке Майкла Уэста, и с тех пор дефиниционные вокабуляры стали стандартным компонентом словарей для изучающих английский и другие языки.

## Различные мнения
Использование дефиниционного вокабуляра сопряжено с проблемами, и некоторые учёные утверждали, что это может привести к определениям, которые являются недостаточно точными и чёткими, или что слова в списке иногда используются в не основных значениях. Однако более распространена точка зрения, что недостатки перевешиваются преимуществами, и есть некоторые эмпирические исследования, подтверждающие эту позицию. Почти все словари для изучающих английский язык имеют определяющую лексику, размер которой варьируется от 2000 до 3000 слов, например:
- Longman Dictionary of Contemporary English[англ.]: около 2000 слов
- Macmillan English Dictionary for Advanced Learners[англ.]: около 2500 слов
- Oxford Advanced Learner's Dictionary[англ.]: около 3000 слов

Возможно, что, по крайней мере, в электронных словарях исчезнет необходимость в контролируемом дефиниционном вокабуляре. В некоторых онлайн-словарях, таких как словарь английского языка Macmillan для продвинутых учащихся, каждое слово в каждом определении имеет гиперссылку на его собственную запись, так что пользователь, неуверенный в значении слова в определении, может сразу увидеть определение слова, вызывающего проблемы. Тем не менее эта стратегия работает только в том случае, если все определения написаны на достаточно доступном языке, что свидетельствует о необходимости сохранения своего рода дефиниционного вокабуляра в словарях, предназначенных для изучающих язык.
Учащиеся среднего уровня, изучающие язык, скорее всего, будут хорошо знакомы с большинством слов из типичного дефиниционного вокабуляра, состоящего из 2000 слов. Для удобства учащихся начального уровня дефиниционный вокабуляр может быть разделён на два или более уровней, где слова на одном уровне объясняются с использованием только более простых слов из предыдущих уровней. Эта стратегия используется в многослойном словаре «Сначала выучите эти слова», в котором дефиниционный вокабуляр начального уровня из 360 слов используется для объяснения дефиниционного вокабуляра среднего уровня из 2000 слов, который, в свою очередь, используется для определения оставшихся слов в словаре.